# Tambor de ampulheta

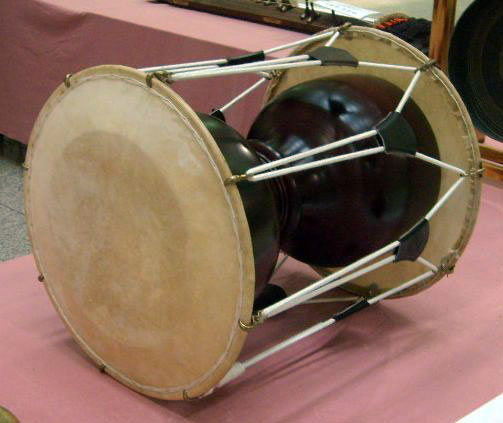
O janggu, um tambor de ampulheta tradicional coreano

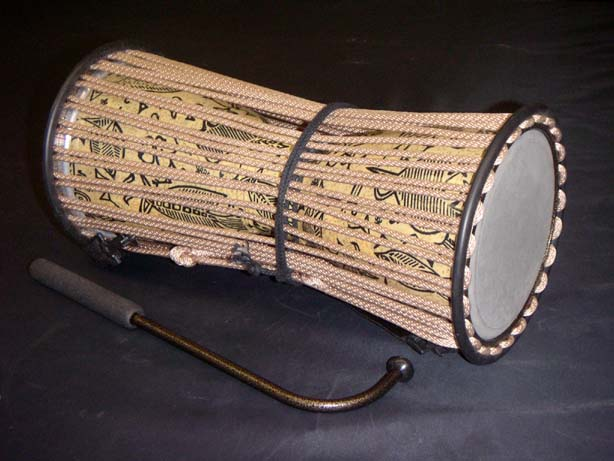
Um tambor falante da África Ocidental

Hourglass drums - tambores de ampulheta são uma subcategoria de membranofone, e tambor, caracterizado por um formato de  ampulheta. Também são conhecidos como tambores de cintura'. Chefes de tambor estão ligados por laços, que podem ser expressos durante uma performance para alterar o tom.
A categoria também inclui DRUM pellets, como o  damaru , embora nem todos os tambores de pelotização são em forma de ampulheta (como o coreano do, nodo, noedo e Yeongdo, que são em forma de barril).
Tambores de ampulheta existe na maioria das regiões do mundo, mas têm diferentes métodos de construção, dimensões, finalidades e métodos de tocar. O rótulo de tambor de ampulheta é, portanto, tão genérico como o rótulo para Instrumento de corda friccionada ou instrumento de palheta. Assim a designação de tambor de ampulheta é usado como uma categoria na construção em geral de instrumento e não se refere a qualquer instrumento uniforme em particular.